# Phytocoris shoshoni
Phytocoris shoshoni är en insektsart som beskrevs av Stonedahl 1988. Phytocoris shoshoni ingår i släktet Phytocoris och familjen ängsskinnbaggar. Inga underarter finns listade i Catalogue of Life.